# Тёплый летний дождь
«Тёплый летний дождь» (англ. Warm Summer Rain) — американский кинофильм.

## Сюжет
После неудачной попытки самоубийства Кейт приходит в себя в больнице и, понимая что ей так и не удалось решить свои проблемы, бежит из неё прямо в больничном халате. В ходе своего бесцельного и бессмысленного путешествия она случайно встречает парня. Эта встреча вернёт её к жизни.

## В ролях
- Келли Линч — Кейт
- Барри Табб — парень
- Рон Слоун — Энди
- Ларри Пойндекстер — Стив
- Лупе Амадор — индийская женщина
- Питер МакФерсон — священник
- Ванесса Конти — Кейт в детстве
- Диана Терли Тревис — мать
- Стенли Гровер — отец
- Джин Найт — врач 1
- Тони Маркс — врач 2
- Синди Гайер — медсестра 1
- Куини — медсестра 2